# Buckland (Alaska)
Buckland – miasto w Stanach Zjednoczonych, w stanie Alaska, w okręgu Northwest Arctic. 